# Anischnogaster dubia
Anischnogaster dubia är en getingart som beskrevs av Vecht 1972. Anischnogaster dubia ingår i släktet Anischnogaster och familjen getingar. Inga underarter finns listade i Catalogue of Life.